# Чекотински манастир
Чекотински манастир „Св. Архангел Михаил“ e действащ мъжки манастир на Българската православна църква, част от Ловчанската епархия. Намира се по поречието на река Малък Искър в близост до село Своде, на около 15 километра от град Правец. Името на манастира идва от едноименната махала, в която е разположен.

## История
Манастирът е основан в края на XII век. Разрушен е при османските нашествия през XIV век, но през следващото столетие е възстановен. Бил е духовно средище за преписи на богослужебна литература. Обителта е била в тесни връзки с намиращата се на 4 километра западно крепост „Боженишки Урвич“.
В края на XVII век манастирът е опожарен и разграбен от кърджалии. В средата до края на XVIII век е възстановен. Някои от монасите на Чекотинския манастир са участвали в дейността на създадените от Васил Левски революционни комитети.
В съвремения си вид Чекотинският манастир е дело на епископ Генадий Мелнишки, игумен на манастира от 1981 до 1998 година. Оформеният в източната част на втория етаж параклис „Св. Генадий“ е в чест на св. Генадий, патриарх Константинополски.

## Архитектура
Чекотинският манастир се състои от църква „Св. Архангел Михаил“, параклис „Св. Генадий“, жилищни и стопански сгради.
Църквата е единствената частично оцеляла сграда от средновековния манастир. Представлява еднокорабна триконхална базилика с апсида, преддверие и цилиндричен свод. Входът към църквата е нисък и сводест, оформен с дялани камъни. Притворът е реконструиран през 1841 година. Иконостасът е дървен, богато резбован със стилизирани лозови листа и гроздове, в стила на Тревненската школа. Иконите са изографисани от Димитър Зограф и Йован Иконописец от Самоков и Хаджи Иванчо от Габрово. Стенописите са реализирани през 2012 – 2013 година.
Параклисът „Св. Генадий“ се намира на втория етаж на триетажната жилищна сграда към манастира. Параклисът е изрисуван богато и често се използва за празнични църковни служби.

## Галерия
- Църквата „Св. Архангел Михаил“
- Параклисът „Св. Генадий“
- Аязмото в двора на манастира
- Дворът и триетажната манастирска сграда